# Aprelivkske, Bobrîneț
Aprelivkske (în ucraineană Апрелівське) este localitatea de reședință a comunei Volodîmîro-Illinka din raionul Bobrîneț, regiunea Kirovohrad, Ucraina.

## Demografie
Componența lingvistică a localității Aprelivkske
     Ucraineană (96,96%)
     Rusă (2,13%)
     Alte limbi (0,3%)
Conform recensământului din 2001, majoritatea populației localității Aprelivkske era vorbitoare de ucraineană (96,96%), existând în minoritate și vorbitori de rusă (2,13%).